# Rid of You
Rid of You is de tiende single van zangeres Natalia en werd in België uitgebracht op 23 mei 2006. Desondanks dat Natalia deze single niet heeft kunnen promoten (wegens stemproblemen) en er geen videoclip van werd uitgebracht, behaalde het nummer toch de 14de plaats in de Ultratop 50.

## Hitnotering
| "Rid of You" in de Vlaamse Ultratop 50 - binnen: 20-05-2006 | "Rid of You" in de Vlaamse Ultratop 50 - binnen: 20-05-2006 | "Rid of You" in de Vlaamse Ultratop 50 - binnen: 20-05-2006 | "Rid of You" in de Vlaamse Ultratop 50 - binnen: 20-05-2006 | "Rid of You" in de Vlaamse Ultratop 50 - binnen: 20-05-2006 | "Rid of You" in de Vlaamse Ultratop 50 - binnen: 20-05-2006 | "Rid of You" in de Vlaamse Ultratop 50 - binnen: 20-05-2006 | "Rid of You" in de Vlaamse Ultratop 50 - binnen: 20-05-2006 | "Rid of You" in de Vlaamse Ultratop 50 - binnen: 20-05-2006 | "Rid of You" in de Vlaamse Ultratop 50 - binnen: 20-05-2006 | "Rid of You" in de Vlaamse Ultratop 50 - binnen: 20-05-2006 |
| Week                                                        | 1                                                           | 2                                                           | 3                                                           | 4                                                           | 5                                                           | 6                                                           | 7                                                           | 8                                                           | 9                                                           |                                                             |
| ----------------------------------------------------------- | ----------------------------------------------------------- | ----------------------------------------------------------- | ----------------------------------------------------------- | ----------------------------------------------------------- | ----------------------------------------------------------- | ----------------------------------------------------------- | ----------------------------------------------------------- | ----------------------------------------------------------- | ----------------------------------------------------------- | ----------------------------------------------------------- |
| Nummer                                                      | 27                                                          | 14                                                          | 14                                                          | 16                                                          | 14                                                          | 18                                                          | 26                                                          | 40                                                          | 47                                                          | uit                                                         |